# Беатрікс Бранденбурзька

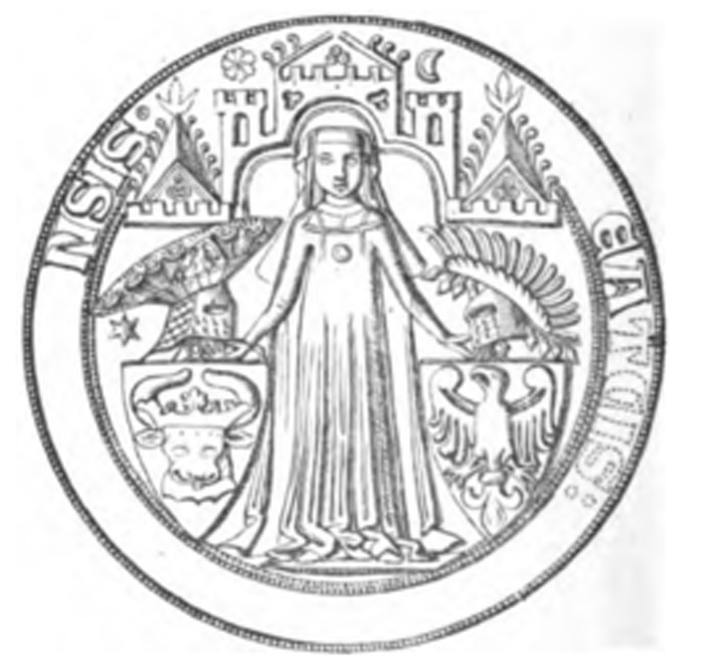
Табличка 44 Мекленбурзьких печаток (XIV століття)

Беатрікс Бранденбурзька († 22 вересня 1314 у Вісмарі) — перша дружина Генріха II (Лева) (1266—1329), принца Мекленбурзького, з яким вона одружиласяу 1292 році в Нойбранденбурзі.
Беатрікс була дочкою маркграфа Альберта III Бранденбурзького та Матильди Данської. Шлюб 1292 року є важливим з точки зору регіональної історії, оскільки Беатрікс принесла в шлюб як придане князівство Старгард і, таким чином, передала його в руки Мекленбургів. Оскільки від цього шлюбу не було нащадків чоловічої статі, асканії вважали, що право на придане зникло після смерті Беатрікс. Спадкова суперечка між Мекленбургом і Бранденбургом за це володіння вилилася у Маркграфську війну, яка завершилася Темплінським миром 1317 року і назавжди закріпила за Мекленбургом володіння Старгард.

## Веб-посилання
- Беатрікс Бранденбурзька